# Hagea-Moto
Hagea-Moto war eine deutsche Automobilmarke.

## Beschreibung
Das herstellende Unternehmen hatte seinen Sitz in Berlin. Die Bauzeit war von 1922 bis 1924. 
Der Kleinwagen 4/12 PS war mit einem Einbaumotor von den Steudel-Werken ausgestattet.
Mindestens ein Fahrzeug nahm 1923 am Kleinautorennen auf der Berliner AVUS teil. Es ist ein Vierzylindermotor mit 60 mm Bohrung, 90 mm Hub, 1018 cm³ Hubraum und 12 PS angegeben.